# Dale Gill
Der Dale Gill ist ein kleiner Fluss in Cumbria im Nordwesten Englands.
Er entspringt am östlichen Hang des Green Bell und fließt in nördlicher Richtung. Westlich der Siedlung Greenside wird er zum Greenside Beck. Am Westrand von Newbiggin-on-Lune wird er mit dem Abfluss aus dem kleinen See Fish Pond zum Sandwath Beck.